# سعيدة باعدي
سعيدة باعدي (مواليد سنة 1968) هي ممثلة مغربية، شاركت في عدة أعمال سينيمائية وتلفزيونية.

## أعمالها
- 1998: السراب
- 2001: عائلة السي مربوح
- 2002: تيغالين
- 2004: فطومة
- 2005: نافح العطسة
- 2006: خيال الذيب
- 2015: جنب البحر
- 2018: صمت الفراشات
- 2022: امرأة في الظل

## روابط خارجية
- سعيدة باعدي على موقع IMDb (الإنجليزية)